# Alisan Porter
Alisan Leigh Porter (Massachusetts, 1981. június 20.–) amerikai énekesnő, színésznő és táncos. Porter gyerekszínészként vállalt szerepet a Vásott szülők, a Stella és a Szeretlek holtodiglan című filmekben. Az áttörő szerepét 1991-ben kapta, amikor James Belushi oldalán a Huncutka című film főszerepét játszotta.
Felnőttként Porter musicalszínházi szerepeket játszott, többek között a The Ten Commandments: The Musical és az A Chorus Line című Broadway-darabokban. Ezt követően 2009-ben szólóalbumot jelentetett meg. 2016-ban részt vett az NBC-s The Voice című műsorának meghallgatásán, ahol Christina Aguilera csapatában kapott helyet. Ugyanezen év májusában Portert hirdették ki a 10. évad győztesének.

## Voice (2016)
2016. február 29-én a The Voice 10. évadának versenyzője lett, és a Blue Bayou című dalt énekelte a vak meghallgatáson. Mind a négy edző - Christina Aguilera, Adam Levine, Blake Shelton és Pharrell Williams - megfordította érte a székét, ő pedig Aguilerát választotta edzőjének. A csatajelenetekben Porter Lacy Mandigo ellen lépett fel a The Mamas & the Papas "California Dreamin'" című dalának rockváltozatával. A kiütéses fordulóban Porter legyőzte Daniel Passinót. Porter a továbbiakban végigénekelte az élő show-kat, minden héten a közönségszavazáson keresztül jutott tovább egészen a döntőig, ahol a "Down That Road" című saját dalát adta elő. 2016. május 24-én Portert a The Voice 10. évadának győztesévé választották. Ő is hozzájárult ahhoz, hogy a The Voice amerikai történelmet írjon, mivel ő lett az első előadó, aki női edzővel nyerte meg a műsort, Aguilerának adva az első győzelmet edzőként.
    ← A stúdióverzió az iTunes top 10-es listájára került.
| Színpad                   | Dal                                           | Eredeti előadó        | Dátum       | Pontszám | Eredmény                                                      |
| ------------------------- | --------------------------------------------- | --------------------- | ----------- | -------- | ------------------------------------------------------------- |
| Vak meghallgatás          | "Blue Bayou"                                  | Linda Ronstadt        | Február 29. | 1.11     | Mind a négy szék megtelt; csatlakozott a Christina csapathoz. |
| Csaták (Top 48)           | "California Dreamin'" (vs. Lacy Mandigo)      | The Mamas & the Papas | Március 21. | 8.9      | Megmentette az edző                                           |
| Kiütések (Top 32)         | "River" (vs. Daniel Passino)                  | Joni Mitchell         | Március 28. | 10.5     | Megmentette az edző                                           |
| Live rájátszások (Top 24) | "Cry Baby"                                    | Janis Joplin          | Április 11. | 14.12    | Megmentette a közönségszavazás                                |
| Live Top 12               | "Stone Cold"                                  | Demi Lovato           | Április 18. | 17.9     | Megmentette a közönségszavazás                                |
| Live Top 11               | "Stay with Me Baby"                           | Lorraine Ellison      | Április 25. | 19.6     | Megmentette a közönségszavazás                                |
| Live Top 10               | "Let Him Fly"                                 | Patty Griffin         | Május 2.    | 21.9     | Megmentette a közönségszavazás                                |
| Live Top 9                | "Cryin'"                                      | Aerosmith             | Május 9.    | 23.8     | Megmentette a közönségszavazás                                |
| Live Top 8 (Elődöntők)    | "Desperado"                                   | Eagles                | Május 16.   | 25.4     | Megmentette a közönségszavazás                                |
| Live Final 4 (Finálé)     | "Down That Road" (eredeti dal)                | Porter                | Május 23.   | 26.2     | Winner                                                        |
| Live Final 4 (Finálé)     | "You've Got a Friend" (Christina Aguilerával) | James Taylor          | Május 23.   | 26.6     | Winner                                                        |
| Live Final 4 (Finálé)     | "Somewhere"                                   | West Side Story       | Május 23.   | 26.12    | Winner                                                        |

| Együttműködő(k)                                                   | Dal                     | Eredeti előadók                 |
| ----------------------------------------------------------------- | ----------------------- | ------------------------------- |
| Bryan Bautista, Nick Hagelin, Tamar Davis, Kata Hay és Ryan Quinn | "Stars"                 | Grace Potter and the Nocturnals |
| Christina Aguilera, Bryan Bautista, & Nick Hagelin                | "Live and Let Die"      | Paul McCartney & Wings          |
| Adam Wakefield                                                    | "Angel from Montgomery" | Bonnie Raitt & John Prine       |
| Paxton Ingram, Kata Hay és Ryan Quinn                             | "Straight On"           | Heart                           |
| Jennifer Nettles                                                  | "Unlove You"            | Jennifer Nettles                |

## Magánélete
Porter nyíltan beszélt az alkoholizmussal és a drogfüggőséggel folytatott küzdelmeiről. Elmondása szerint 2007. október 28. óta józan.
2008 decembere óta Porter a movmnt magazin rovatvezetője. 2008 decembere óta létrehozott egy Lil' Mamas nevű, anyáknak szóló zárt Facebook-oldalt, majd 2012-ben egy ugyanilyen nevű blogoldalt, amelyet üzleti partnerével, Celia Beharral közösen vezet.
2012. március 10-én Porter feleségül ment Kaliforniában Brian Autenrieth-hez, egy gyümölcsexportőrhöz és egykori gyermek szappanopera színészhez. A párnak két gyermeke van: fiú, Mason Blaise (sz. 2012. július 17.) és lány, Aria Sage Autenrieth (sz. 2014. május 8.). 2017. december 18-án Porter a Twitteren jelentette be, hogy a pár márciusban különvált. A következőket írta: "Szomorú és őszinte megjegyzésként Brian és én márciusban véget vetettünk a kapcsolatunknak. Közeli barátok maradunk, és elkötelezettek vagyunk, hogy mindig a legjobbat hozzuk ki magunkból a csodálatos gyerekeinkért".

## Filmográfia

### Film
| Év   | Cím                               | Szerep                | Megjegyzés            |
| ---- | --------------------------------- | --------------------- | --------------------- |
| 1988 | Homesick                          | Maggie                |                       |
| 1989 | Vásott szülők                     | Taylor Buckman        |                       |
| 1990 | Stella                            | Jenny Claire (8 éves) |                       |
| 1990 | Szeretlek holtodiglan             | Carla Boca            |                       |
| 1991 | Huncutka                          | Huncutka              | magyar h.: Vadász Bea |
| 2003 | Shrink Rap                        | Brandi                |                       |
| 2006 | The Ten Commandments: The Musical | Miriam                |                       |
| 2008 | Az üresfejű                       | A Chorus Line táncos  |                       |
| 2008 | Every Little Step                 | Önmaga                |                       |

### Televízió
| Év      | Cím                       | Szerep          | Megjegyzés                     |
| ------- | ------------------------- | --------------- | ------------------------------ |
| 1987    | Pee-wee's Playhouse       | Li'l Punkin     | 2. évad                        |
| 1987    | I'll Take Manhattan       | fiatal Maxi     | Minisorozat                    |
| 1987    | Családi kötelékek         | gyerek          | Epizód: "Miracle in Columbus"  |
| 1987    | A Beverly Hills Christmas | Önmaga          | Televíziós film                |
| 1989–90 | Chicken Soup              | Molly Peerce    | 12 epizód                      |
| 1990    | Perfect Strangers         | Tess Holland    | Epizód: "New Kid on the Block" |
| 1990    | A méltóság nevében        | Kelly           | Televíziós film                |
| 1991    | Öreglányok                | Melissa         | Epizód: "Beauty and the Beast" |
| 2001    | Undressed                 | Belinda         | 4 epizód                       |
| 2016    | The Voice                 | Önmaga / Előadó | 10. szezon nyertese            |